# Fernando Emílio
Fernando António Facas Emílio (Ciborro, Montemor-o-Novo, 16 de dezembro de 1946 - Évora, 10 de Maio de 2024), foi um jornalista desportivo português, que se destacou na área do ciclismo.

## Biografia
Nasceu em 16 de Dezembro de 1946, na freguesia de Ciborro, no concelho de Montemor-o-Novo, no Alentejo.
Exerceu a sua profissão durante mais de 50 anos como jornalista do desporto, tendo iniciado a sua carreira na rádio, nos Emissores Associados de Lisboa, em 1973, onde se destacou como relator de futebol e de hóquei em patins. Ganhou especial relevo pela sua cobertura do ciclismo, inicialmente em reportagens radiofónicas, e depois na imprensa, tendo-se afirmado como um dos mais experientes jornalistas naquela área, com reconhecimento não só em território nacional como no estrangeiro. Trabalhou igualmente na Rádio Comercial entre 1975 e 2005.
Nos seus últimos vinte anos de carreira escreveu sobre ciclismo no jornal A Bola. Conhecido como o 'padrinho' da Volta a Portugal, em abril de 2023 foi homenageado pela Federação Portuguesa de Ciclismo, por ter cumprido cinquenta edições da prova, tendo igualmente recebido a medalha e diploma de Sócio de Mérito daquela organização. Aquando da cerimónia, o director da Volta a Portugal, Joaquim Gomes, afirmou que «É uma figura incontornável do ciclismo e do jornalismo português».
Faleceu em 10 de Maio de 2024, aos 77 anos de idade, vítima de doença oncológica, na cidade de Évora, onde residia. O corpo foi depositado no cemitério dos Remédios, em Évora. No seu funeral, muitas figuras do ciclismo português fizeram questão de marcar presença, como os casos de Joaquim Gomes, Cândido Barbosa ou Delmino Pereira, entre outros. Na sequência do seu falecimento, o Sindicato dos Jornalistas emitiu uma nota de pesar, onde o classificou como «era um dos mais conceituados especialistas portugueses de ciclismo». Também a Federação Portuguesa de Ciclismo lamentou a sua morte, tendo-o considerado como um dos «jornalistas com maior paixão e conhecimento sobre a modalidade, reconhecido por diferentes gerações de profissionais de comunicação, em Portugal e no estrangeiro». O gabinete do Presidente da República também enviou uma nota de pesar, onde o descreveu como «uma referência de qualidade e humanismo para todos os profissionais da comunicação social».